# Grahams Krabbennatter
Grahams Krabbennatter (Regina grahamii) ist eine in Nordamerika vorkommende ungiftige Schlangenart aus der Unterfamilie der Wassernattern (Natricinae). Der Artname ehrt den Gründer des Corps of Topographical Engineers James Duncan Graham, der die Art entdeckte.

## Merkmale
Grahams Krabbennatter erreicht eine Länge von 45 bis 71 (maximal 119) Zentimetern. Die Grundfarbe ist braun oder grau. Rückenmarkierungen sind selten, nur manchmal zeigt sich ein schwacher dunkler Rückenstreifen. Ein markanter cremefarbiger Seitenstreifen verläuft in Längsrichtung vom Kopf entlang des Körpers auf beiden Seiten. Der Bauch hat oftmals die gleiche Farbe wie die seitlichen Streifen und ist normalerweise nicht oder nur schwach mit einer Reihe dunkler Punkte markiert. Die Schuppen sind gekielt, die Analplatte ist geteilt.

## Ähnliche Arten
- Die Glatte Erdschlange (Virginia valeriae) ist einfarbig graubraun und zeigt keine streifigen Markierungen.
- Die Tiere aus der Gattung der Strumpfbandnattern (Thamnophis) unterscheiden sich durch vielfältige Farbvariationen sowie durch hell abgesetzte Rücken- und Seitenstreifen.

## Verbreitung und Lebensraum
Grahams Krabbennatter kommt in folgenden US-Bundesstaaten vor: Iowa, Illinois, Nebraska, Kansas, Arkansas, Oklahoma, Mississippi, Missouri, Alabama, Louisiana, und Texas. Die Art besiedelt überwiegend Regionen in der Nähe von Wasser und ist beispielsweise an den Ufern von Bächen, Flüssen und Teichen sowie in Sumpfgebieten zu finden.

## Lebensweise
Grahams Krabbennatter ist im Frühling und Herbst überwiegend tagaktiv, im Sommer vorzugsweise in der Nacht. Sie versteckt sich gerne unter Baumstämmen, Felsen oder in Flusskrebshöhlen in Ufernähe. Die Schlangen sind nicht aggressiv, legen sich jedoch bei Gefahr zuweilen auf den Rücken und emittieren ein übelriechendes Sekret.
Die Paarung findet im April und Mai statt. Die Art pflanzt sich durch Viviparie (lebendgebärend) fort. Im Spätsommer werden in der Regel 10 bis 20 Jungtiere geboren. Die Anzahl kann je nach Größe und Alter des Weibchens auch andere Werte ergeben. Die Jungtiere werden in Eihüllen geboren, die während der Geburt platzten.
Grahams Krabbennattern ernähren sich in erster Linie von Krebstieren (Crustacea), wobei bevorzugt frisch gehäutete Exemplare gefressen werden. Die Beutetiere werden meist mit dem Kopf zuerst im Ganzen verschlungen. In geringem Maße werden auch Amphibien oder Fische erbeutet.

## Gefährdung
Von der Weltnaturschutzorganisation IUCN wird Grahams Krabbennatter als „Least Concern = nicht gefährdet“ geführt.